# Población

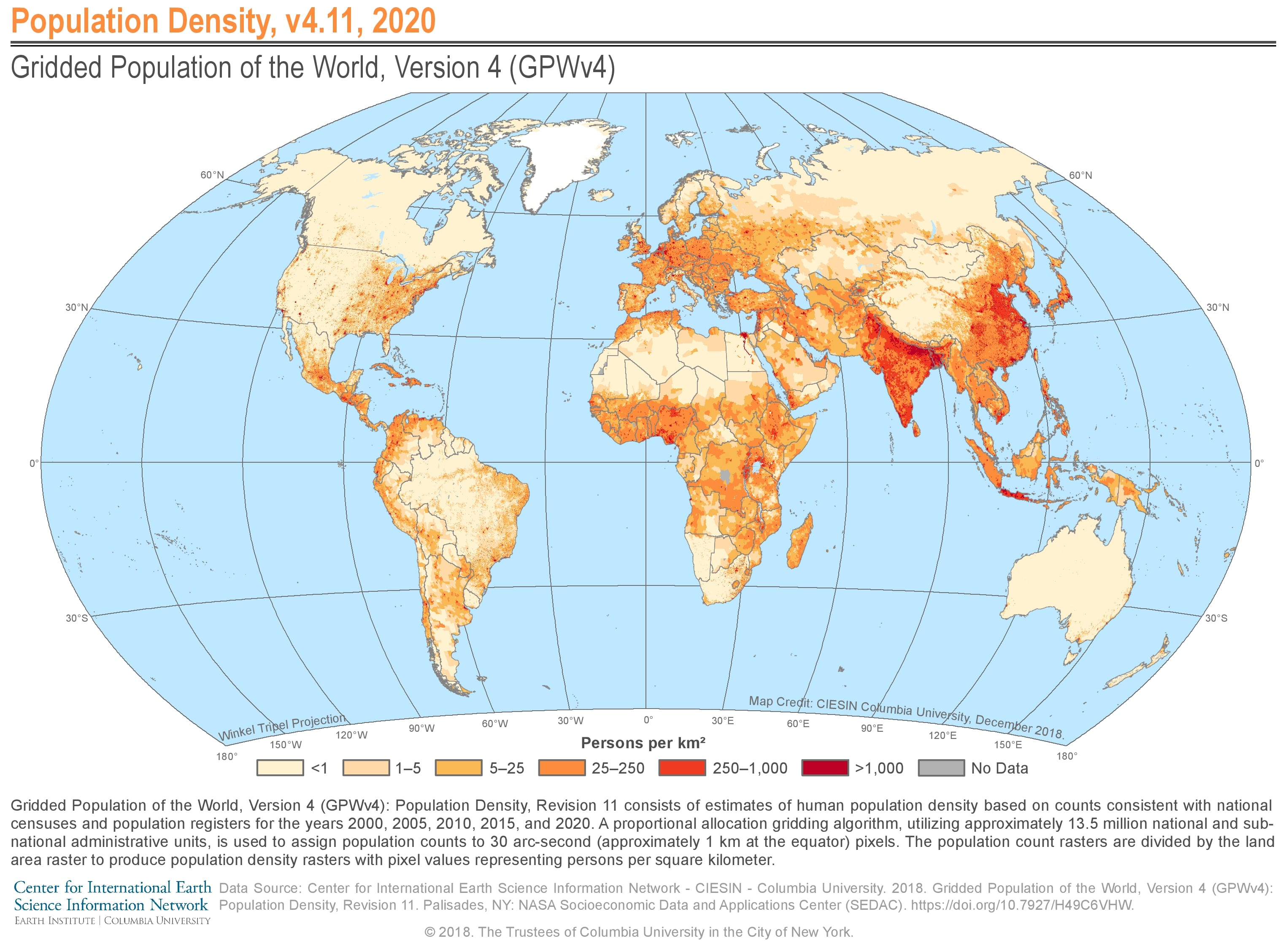
Mapa de la densidad de población humana mundial en 2020, cuando la población mundial era de unos 7800 millones de personas. Se observan altas densidades en la llanura Indo-Gangética, la llanura del Norte de China, la provincia de Sichuan también en China, el delta del Nilo, el sur de Japón, Europa occidental, la isla de Java y el corredor Boston-Washington en los Estados Unidos.

En biología, el término población se refiere a todos los seres vivos del mismo grupo o especie, que viven en un área geográfica particular:Población biológica
En sociología, se refiere a un grupo de seres humanos o a toda la especie (Población (antropología)). La demografía es una ciencia social que implica el estudio estadístico de la población humana. Población, en un término más simple, es el número de personas en una ciudad o pueblo, región, país o mundo; la población generalmente está determinada por un proceso llamado censo, es decir, un proceso de recopilación, análisis, compilación y publicación de datos sobre la población y otras variables relacionadas como localidad de residencia, vivienda, ingreso, nivel educativo y otras.
En geografía humana, tiene un significado muy importante como objeto de estudio, que justifica plenamente la existencia de la geografía de la población. 

## Definición
Según el Diccionario de la lengua española, editado por la Real Academia Española (RAE), se define el término población (del latín tardío populatio, -ōnis, 'saqueo', 'devastación'), en primer lugar como «la acción o efecto de poblar» (fundar uno o más pueblos). Además la RAE propone otras acepciones del término población:
- Conjunto de personas que habitan en un determinado lugar.[nota 1]
- Conjunto de edificios y espacios de una ciudad. Atravesó la población de una parte a otra.[nota 2]
- Conjunto de individuos de la misma especie que ocupan determinada área geográfica.[nota 3]
- Conjunto de los elementos sometidos a una evaluación estadística mediante muestreo.[nota 4]

Desde el punto de vista legal y constitucionalista, el concepto de población se utiliza para señalar la misma agrupación humana pero como elemento componente indeterminado del Estado, por referirse a todos sus habitantes sin considerar su condición. Diferenciándose del término pueblo que suele referirse a una parte de la población que recibe un tratamiento especial por parte del Estado según el régimen político o jurídico determinado que lo caracterice.

## Población biológica
En las ciencias de la vida, población es la totalidad de los individuos, generalmente de la misma especie, que se encuentran en un área determinada. Como resultado de las interacciones entre los miembros de esta unidad de población ocurre una mezcla constante de sus genes a través del flujo genético. Por lo tanto, las poblaciones también son un punto de partida para los cambios evolutivos en la especie en cuestión.
En 1971, Edward O. Wilson y su equipo de colaboradores usaron el término modelo matemático, aplicándolo a la genética de poblaciones, la ecología comunitaria y la dinámica de poblaciones. Alan Hastings utilizó el término en 1997 como el título de su libro sobre las matemáticas utilizadas en la dinámica de poblaciones. El nombre también se usó para un curso impartido en UC Davis a fines de la década de 2010, que lo describe como un campo interdisciplinario que combina las áreas de ecología y biología evolutiva. El curso incluye matemática, estadística, ecología, genética y sistemática. Se estudian numerosos tipos de organismos.
Las interacciones que son de interés en casos individuales no siempre son congruentes dentro de las disciplinas biológicas. En genética de poblaciones, por ejemplo, se hace especial hincapié en el hecho de que los individuos están vinculados entre sí debido a sus procesos de desarrollo. En ecología de poblaciones, se hace hincapié en el hecho de que los individuos se encuentran en un área uniforme al mismo tiempo. En demografía y epidemiología, además de las características de los individuos y su variación, los factores genéticos y geográficos regionales, las interacciones sociales en particular también juegan un papel esencial en la definición de poblaciones.
Además de estas definiciones específicamente biológicas, la biología a menudo habla de una «población» en un sentido puramente estadístico como una población (definida arbitrariamente) a partir de la cual determinadas propiedades y su distribución se determinan mediante muestras aleatorias.

### Población genética
Al considerar cuestiones genéticas y evolutivas, una población generalmente se define como un grupo de individuos de la misma especie que pueden aparearse durante la reproducción sexual y, al menos en principio, pueden tener descendencia común. No se trata solo de la capacidad genética y fisiológica para aparearse, sino también de una oportunidad para hacerlo. Los individuos de una especie que viven en hábitats espacialmente completamente separados y solo pueden producir descendencia con manipulación experimental por parte de los humanos, por ejemplo en el laboratorio o en cautiverio, por lo tanto, se cuentan (en su mayoría) como pertenecientes a la misma especie, pero nunca a la misma población. Por lo tanto, una especie generalmente comprende muchas poblaciones, con poblaciones muy pequeñas, como las poblaciones endémicas locales, posiblemente solo una. Si los individuos viven uno al lado del otro en el mismo hábitat, que serían fisiológicamente capaces de aparearse entre sí, pero nunca lo hacen en la práctica (llamado: aislamiento reproductivo), no pertenecen a la misma población. Esta es una diferencia esencial para las poblaciones definidas ecológicamente. Las especies que se reproducen mediante reproducción asexual tampoco forman, en este sentido, una población.

### Ecología de poblaciones

#### Tamaño de población
El tamaño de la población (generalmente denotado N) es el número de organismos individuales en una población. El tamaño de la población está directamente asociado con la cantidad de deriva genética, y es la causa subyacente de efectos como los cuellos de botella de la población y el efecto fundador. La deriva genética es la principal fuente de disminución de la diversidad genética dentro de las poblaciones, lo que impulsa la fijación y puede conducir a eventos de especiación.

#### Genética de poblaciones
La genética de poblaciones es un campo de la biología que estudia la composición genética de las poblaciones biológicas y los cambios en la composición genética que resultan de la operación de varios factores, como la selección natural. Los genetistas de poblaciones persiguen sus objetivos desarrollando modelos matemáticos abstractos de la dinámica de la frecuencia genética, tratando de extraer conclusiones de esos modelos sobre los probables patrones de variación genética en poblaciones reales y probando las conclusiones con datos empíricos.

## Población estadística
En estadística, una población es un conjunto de elementos o eventos similares que son de interés para alguna pregunta o experimento. Puede ser un grupo de objetos existentes o una hipotética y potencialmente infinita grupo de objetos concebidos como una generalización de la experiencia. Un objetivo común del análisis estadístico es producir información sobre alguna población elegida.

## Población humana

### Población antropológica
En antropología, población denota un grupo de personas que están conectadas entre sí debido a la historia de su origen, forman una comunidad reproductiva y al mismo tiempo viven en un área espacial definida. Población, por tanto, no es simplemente un término sinónimo utilizado en lugar de los términos biológicos «raza» o «subespecie».

### Población y geografía
La geografía de la población es una rama de la geografía humana. Es el estudio de las formas en que las variaciones espaciales en la distribución, composición, migración y crecimiento de las poblaciones están relacionadas con la naturaleza de los lugares. La geografía de la población implica la demografía en una perspectiva geográfica. Se centra en las características de las distribuciones de población que cambian en un contexto espacial. Esto a menudo involucra factores tales como dónde se encuentran las poblaciones y cómo el tamaño y la composición de estas poblaciones está regulado por los procesos demográficos de fertilidad, mortalidad y migración.

### Población y economía
Se entiende por población activa parte de la población de un país en edad de trabajar, tanto si tiene empleo como si no lo tiene. Está asociada a la tasa de población activa, que se expresa como porcentaje de la población total.

### Población y recursos
La explotación de los recursos naturales es el uso de los recursos naturales para el crecimiento económico, a veces con una connotación negativa de degradación ambiental, y está estrechamente relacionada con el crecimiento de la población y sus demandas.

### Población y derecho
Se conoce como población a la totalidad de individuos que habitan el territorio de un estado. El término según esta acepción presenta dos aspectos: uno, demográfico o cuantitativo, referido a su número y densidad; otro, demológico o cualitativo, vinculado a la raza, herencia y selección.

### Población humana mundial
En 2022 la población humana mundial alcanzó los 8000 millones de personas según la ONU. El Fondo de Población de las Naciones Unidas designó el 12 de octubre de 1999 como el día aproximado en que la población mundial alcanzó los 6000 millones. Esto fue aproximadamente 12 años después de que la población mundial alcanzara los 5000 millones en 1987, y seis años después de que la población mundial alcanzara los 5500 millones en 1993. La población de países como Nigeria ni siquiera se conoce al millón más cercano, por lo que existe un margen de error considerable en tales estimaciones.
Según la Oficina del Censo de los Estados Unidos, la población mundial era de aproximadamente 7550 millones en 2019 y que el número de 7000 millones se superó el 12 de marzo de 2012. Según una estimación separada de las Naciones Unidas, la población de la Tierra superó los 7000 millones en octubre de 2011, un hito que ofrece desafíos y oportunidades sin precedentes para toda la humanidad, según el UNFPA.
De acuerdo con la ONU, la población mundial alcanzó los 8000 millones de habitantes el 15 de noviembre de 2022.
El investigador Carl Haub calculó que probablemente un total de más de 100 000 millones de personas hayan nacido en los últimos 2000 años.

#### Crecimiento previsto y disminución

Se presentan los años requeridos para un aumento de mil millones de habitantes de la población mundial en el pasado y con estimaciones para el futuro.

El crecimiento de la población aumentó significativamente a medida que la Revolución Industrial se aceleró desde 1800 en adelante. Los últimos 50 años han visto un aumento aún más rápido en la tasa de crecimiento de la población debido a los avances médicos y aumentos sustanciales en la productividad agrícola, particularmente a partir de la década de 1960, realizado por la Revolución Verde. En 2017, la División de Población de las Naciones Unidas proyectó que la población mundial alcanzará unos 9800 millones en 2050 y 11.200 millones en 2100.

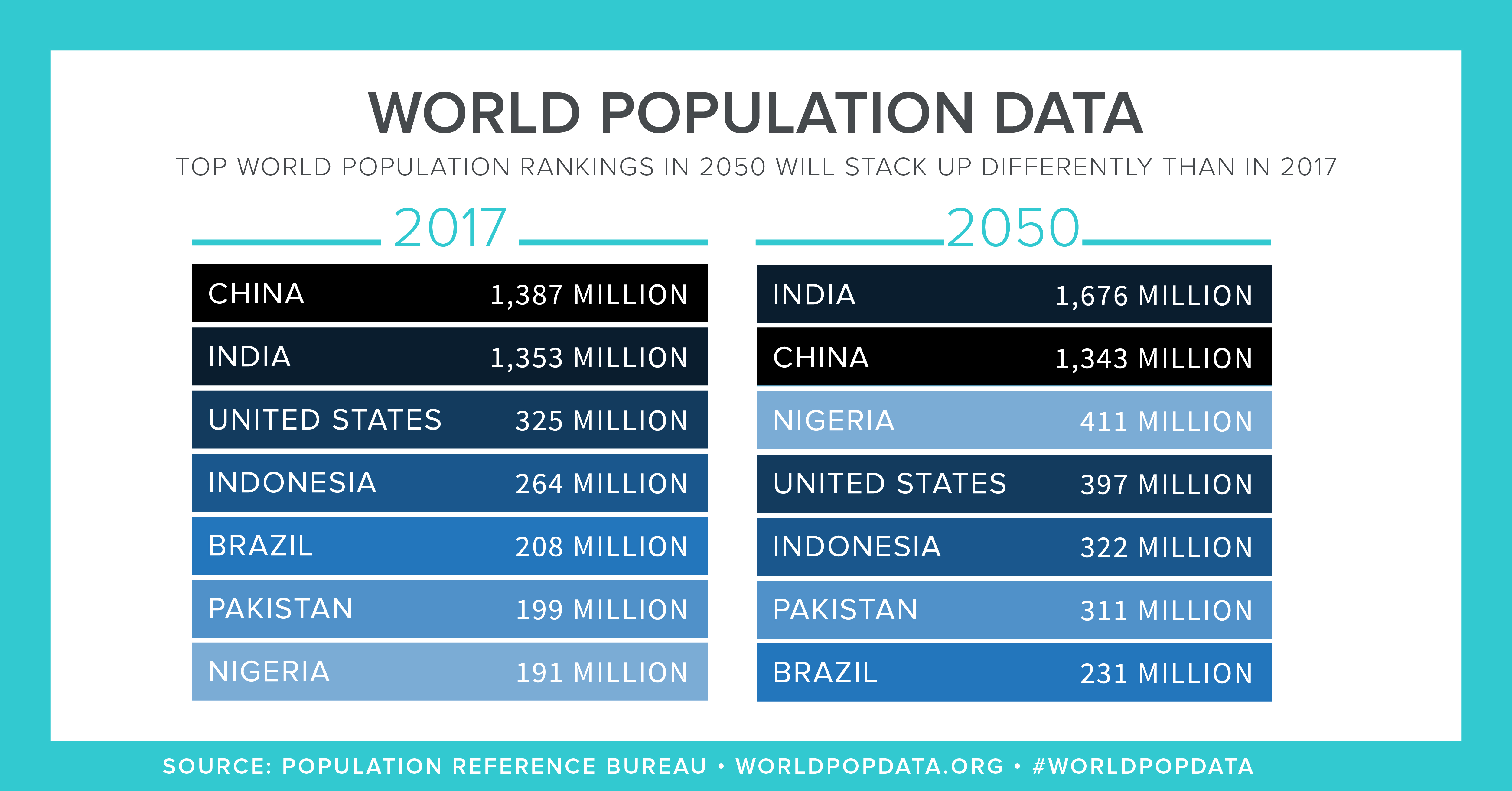
PRB 2017 Hoja de datos poblaciones nacionales más grandes

En el futuro, se espera que la población mundial aumente, después de lo cual disminuirá debido a razones económicas, problemas de salud, agotamiento de la tierra y riesgos ambientales. Según un informe, es muy probable que la población mundial deje de crecer antes de finales del siglo XXI. Además, existe cierta probabilidad de que la población disminuya antes de 2100. La población ya ha disminuido en la última década o dos en Europa del Este, el Báltico y en la Comunidad de Estados Independientes.
Nuevas proyecciones de la ONU presentadas en 2022 calcularon que la población mundial alcanzaría las cifras de 8500 millones de habitantes en 2030, de 9000 millones de habitantes en 2037 y de 9700 millones de habitantes en 2050, hasta llegar a un pico de 10400 millones de habitantes durante los años 2080, permaneciendo en este nivel hasta el año 2100.
El patrón de población de las regiones menos desarrolladas del mundo en los últimos años ha estado marcado por el aumento gradual de las tasas de natalidad. Estos siguieron a una fuerte reducción anterior en las tasas de mortalidad. Esta transición de altas tasas de natalidad y mortalidad a bajas tasas de natalidad y mortalidad a menudo se denomina transición demográfica.

#### Control
El control de la población humana es la práctica de alterar la tasa de crecimiento de una población humana. Históricamente, el control de la población humana se ha implementado con el objetivo de disminuir la tasa de crecimiento de la población. En el período comprendido entre los años 1950 y 1980, las preocupaciones sobre el crecimiento de la población mundial y sus crecientes efectos sobre la pobreza, la degradación ambiental y la estabilidad política llevaron a los esfuerzos para reducir las tasas de crecimiento de la población. Si bien el control de la población puede incluir medidas que mejoran la vida de las personas al darles un mayor control de su reproducción, algunos programas, especialmente la política de un solo hijo por familia del gobierno chino, han recurrido a medidas coercitivas. Para controlar la estructura de la población, mide a través del método eficiente de asociación de modelos mixtos (EMMA), que corrige la estructura de la población y la relación genética en el mapeo de asociación de organismos modelo.
En la década de 1978, el estrés aumentó entre los defensores del control de la población y los activistas de la salud de las mujeres que promovieron los derechos reproductivos de las mujeres como parte de un enfoque basado en los derechos humanos. La creciente oposición al enfoque limitado del control de la población condujo a un cambio significativo en las políticas de control de la población a principios de los años ochenta.

## En investigación médica
Una población es un conjunto de individuos de los cuales se selecciona una muestra y a los cuales se pueden extender los resultados obtenidos para esta muestra. La población puede ser la población completa (generalmente aquellos en estudios epidemiológicos de las causas de enfermedades) o puede consistir en pacientes hospitalizados en una clínica en particular o pacientes con una enfermedad específica (que es más común en ensayos clínicos). Por lo tanto, se puede hablar sobre la población general o la población de pacientes con una enfermedad específica. La definición epidemiológica de una población difiere de la biológica (ambiental).

### Población en riesgo
sexo de personas que, por sus características genéticas, físicas o sociales, son más propensas a padecer una enfermedad determinada. La percepción que tiene una persona del riesgo y su reacción a este dependen de su experiencia y de la información y los valores recibidos su entorno. Se trata de un proceso de aprendizaje que comienza en la infancia y se actualiza constantemente. Algunos riesgos escapan al control individual, pero otros dependen de cada persona, que puede aumentarlos o reducirlos a voluntad.